# Сергеев, Григорий Алексеевич
Григорий Алексеевич Сергеев (1774—1846) — генерал-майор Донского казачьего войска, герой штурма Парижа в 1814 году.

## Биография
Родился в 1774 году в станице Цимлянской, происходил из обер-офицерских детей Донского казачьего войска.
В военную службу вступил казаком в 1801 году. В 1806—1807 годах принимал участие в кампании против французов в Восточной Пруссии и в 1807 году за отличие был произведён в хорунжие. Затем Сергеев сражался с турками в Болгарии и за отличие при Базарджике получил Крест «За взятие Базарджика».
В 1812 году Сергеев состоял в Донском казачьем полку Иловайского 12-го и принимал участие в отражении нашествия Наполеона в Россию, затем в 1813—1814 годах совершил Заграничный поход. Находился в сражениях при Бауцене, Люцене и Кульме, был при блокаде Страсбурга и штурме Парижа. 18 марта 1814 года войсковой старшина Сергеев был награждён орденом св. Георгия 4-й степени
За отличия при взятии г. Парижа.
Вскоре он получил чин полковника.
С 1821 года по 1825 год Сергеев находился в Грузии и участвовал в походах против горцев, затем вернулся на Дон, однако в 1826 году вновь оказался на Кавказе, командовал Донским казачьим № 31 полком. В кампании 1827 года против Персии он отличился при взятии Ардебиля. В 1828 году он сражался с турками под Карсом, Ахалкалаками, Ахалцихом и Ацхуром, был в ражении при Чаборио, взятии Хасан-кале и Эрзерума. За отличие при штурме Байбурта ему была пожалована золотая сабля с надписью «За храбрость» и бриллиантовыми украшениями. Также 6 декабря 1828 года он был произведён в генерал-майоры.
В 1831 году он принимал участие в кампании против восставших поляков. В 1836 году назначен походным атаманом Донских казачьих полков, расположенных в Западном краю.
Скончался в Польше 25 сентября 1846 года.

## Награды
Среди прочих наград Сергеев имел ордена:
- Орден Святой Анны 3-й (впоследствии переименована в 4-ю) степени (1809 год)
- Крест «За взятие Базарджика» (1810 год)
- Прусский орден Pour le Mérite (8 декабря 1813 года)
- Орден Святого Георгия 4-й степени (18 марта 1814 года, № 2899 по кавалерскому списку Григоровича — Степанова)
- Орден Святой Анны 1-й степени (1829 год, императорская корона к этому ордену пожалована в 1836 году)
- Золотая сабля с надписью «За храбрость» и алмазными украшениями (21 апреля 1830 года)
- Польский знак отличия за военное достоинство (Virtuti Militari) 2-й степени (1838 год)
- Орден Святого Владимира 2-й степени (1838 год)